# AS Rom
Die Associazione Sportiva Roma, kurz AS Roma oder Roma, im deutschsprachigen Raum auch bekannt als der oder die AS Rom, ist ein 1927 gegründeter italienischer Fußballverein aus der Hauptstadt Rom.
Weitere Bezeichnungen sind I Giallorossi („Die Gelb-Roten“), I Lupi („Die Wölfe“) oder La Magica („Die Magische“).
Die AS Rom ist dreifacher Italienischer Meister, neunfacher Italienischer Pokalsieger und zweifacher Italienischer Supercupsieger. International gewann der Verein 1961 den Messestädte-Pokal sowie 2022 die UEFA Europa Conference League. Der Klub ist eines von drei an der Borsa Italiana notierten italienischen Fußballunternehmen.
Heimspielstätte des Vereins ist das Olympiastadion, das man sich mit dem Lokalrivalen Lazio Rom teilt.

## Geschichte

### Die Anfänge

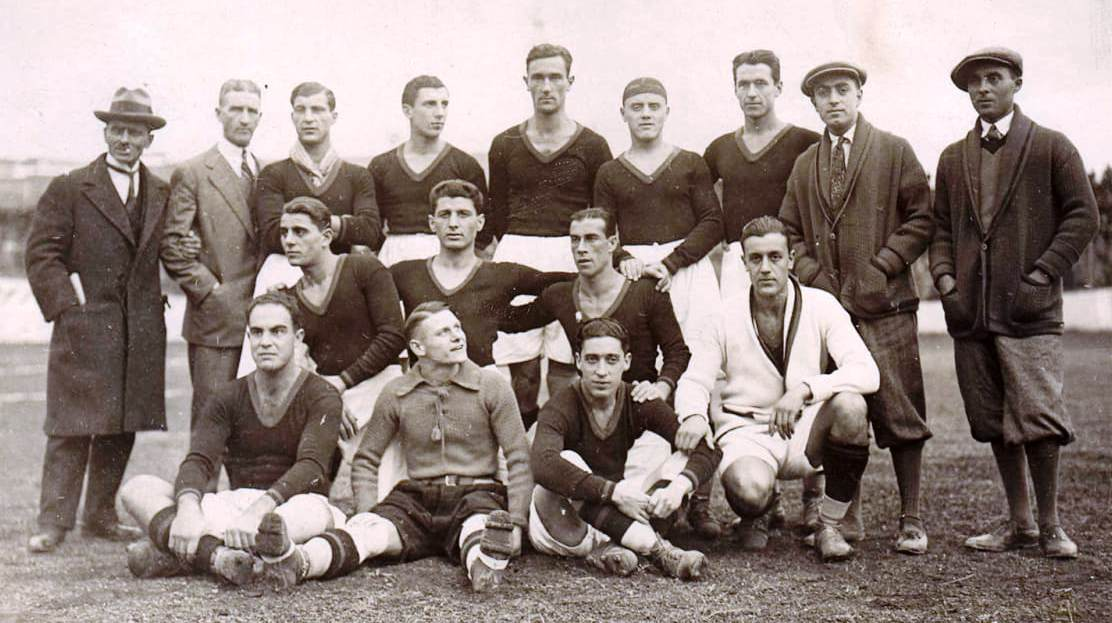
Die Associazione Sportiva Roma im Gründungsjahr 1927

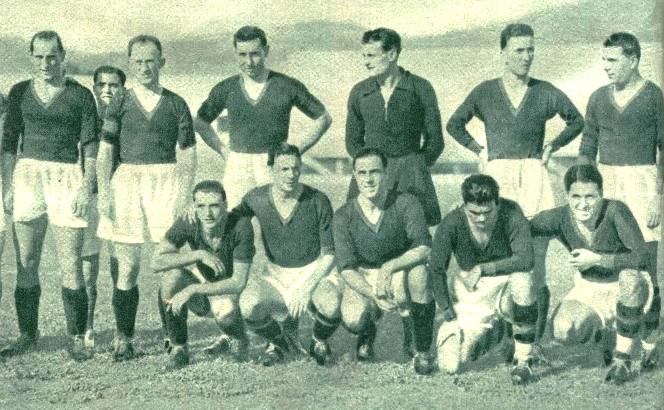
Mannschaft der AS Rom im Jahr 1933

Die Geschichte der Associazione Sportiva Roma begann im Jahr 1927. Im Zuge der italienischen Vereinheitlichungspolitik von Benito Mussolini sollte die Hauptstadt einen konkurrenzfähigen, einheitlichen Sportverein bekommen, um die Dominanz des Nordens zu brechen. Zu dieser Zeit gab es acht Fußballvereine in Rom, die in der ersten regionalen Liga vertreten waren. Um die Kräfte zu bündeln, schlug Italo Foschi, damaliger Präsident von Fortitudo Roma und römischer Repräsentant der Partito Nazionale Fascista (PNF), die Zusammenlegung mehrerer Vereine vor, um den Meistertitel in die Hauptstadt zu holen. Zusammen mit Ulisse Igliori (Mitglied der Direktion der PNF und Präsident der SS Alba) wurde das Vorhaben getrieben. Dies sollte die Vormachtstellung der norditalienischen Vereine (Nordwind) wie dem CFC Genua, Inter und AC Mailand, Juventus Turin oder der Pro Vercelli durchbrechen. Am 22. Juli 1927 entstand durch Fusion der drei Vereine SS Alba-Audace Roma, einem Zusammenschluss von SS Alba und Audace Roma, Fortitudo-Pro Roma, zuvor aus Fortitudo Roma und SS Pro Roma entstanden, und dem Foot Ball Club di Roma die AS Rom. Die Vereinsfarben Gelb und Rot (Giallorossi) wurden vom FC Rom übernommen und basieren auf dem Wappen und Insignien Roms. (S.P.Q.R.) Zuvor scheiterte eine Fusion noch am Kapital. Als verbliebener römischer Verein blieb die 1900 gegründete SS (Società Sportiva) Lazio Rom, die sich der Vereinheitlichung entzog und das die Rivalität beider Vereine begründete.
Präsident des neu gegründeten Vereins wurde Italo Foschi und man konnte sofort einen Erfolg für sich verzeichnen: In der Saison 1927/28 gewann der Verein die Coppa Coni, den Vorläufer der heutigen Coppa Italia.

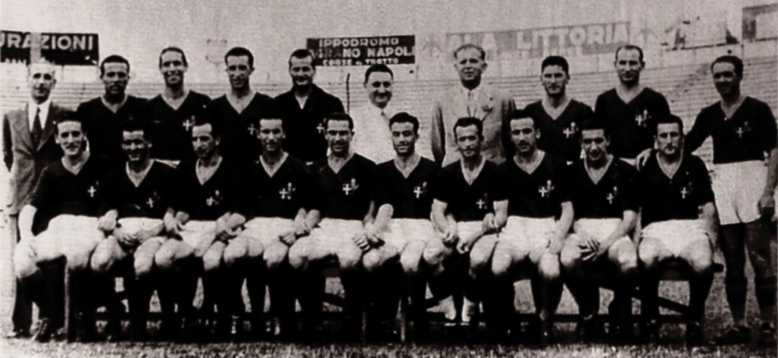
Meistermannschaft der Saison 1941/42

Die Serie A spielte ab 1929/30 die Meisterschaft in ganz Italien unter allen teilnehmenden Mannschaften im Jeder-gegen-jeden-Turnier aus und nicht mehr unter den regionalen Siegern. Lediglich 1951 stieg die AS Rom ab, schaffte aber als Meister der Serie B 1951/52 sofort den Wiederaufstieg.

### Messestädte-Pokal 1961
Die AS Rom und die AC Florenz holten die ersten Europacup-Triumphe für Italien. In der Saison 1960/61 triumphierten die Hauptstädter im Messepokal, dem Vorgänger des UEFA-Pokals, und der Klub aus Florenz im Europapokal der Pokalsieger. In den beiden Endspielen gegen Birmingham City gab es zunächst auswärts ein 2:2 und in Rom einen 2:0-Triumph. 1963/64 gewann die AS Rom die erste Coppa Italia, 1969 folgte die zweite.

### Die goldenen 1980er Jahre
Die bisher mit Abstand erfolgreichste Phase erlebte die AS Rom in den 1980er Jahren. Den Auftakt machte 1980 die dritte Coppa Italia, die der Verein auch noch 1981, 1984 und 1986 gewinnen konnte. Vor allem aber krönte sich der Klub in der Saison 1982/83 zum erst zweiten Mal nach 1941/42 zum italienischen Meister. Bei der anschließenden Teilnahme am Europapokal der Landesmeister erreichte der Verein nach Siegen über IFK Göteborg (3:0, 1:2), den Armeeklub Sofia (1:0, 1:0), BFC Dynamo (3:0, 1:2) und Dundee United (0:2, 3:0) das Finale im Römer Olympiastadion. Dieses ging gegen den FC Liverpool jedoch im Elfmeterschießen mit 2:4 verloren, nach 120 Minuten hatte es 1:1 durch Tore von Neal (Liverpool) bzw. Pruzzo (Rom) gestanden. Die größte Enttäuschung aber erlebte der Klub, als er 1981 im Europapokal der Pokalsieger nach einem 3:0-Heimerfolg gegen den FC Carl Zeiss Jena noch mit 0:4 in der ersten Runde ausschied.

### Magere 1990er Jahre trotz siebentem Cupsieg
Die 1990er Jahre wurden hingegen ein mageres Jahrzehnt für die AS Rom. Zwar gelang 1991 noch der siebente Sieg in der Coppa Italia, allerdings verlor man auch das UEFA-Cup-Finale 1991 gegen Inter Mailand (0:2, 1:0) und 1993 auch noch das nationale Cupfinale gegen AC Turin. In der Meisterschaft belegte die AS Rom 1993 Rang zehn und 1997 gar nur Rang zwölf. Im Anschluss speziell an diese Saison übernahm Zdeněk Zeman als Trainer die Verantwortung und holte aufgrund eines Missverständnisses den bei CD Teneriffa bereits aussortierten Spanier César Gómez und stattete ihn mit einem Vierjahresvertrag aus. Avisiert war eigentlich der argentinische Nationalspieler Pablo Paz. Gomez absolvierte nur drei Partien, erfüllte aber ordnungsgemäß seinen Vertrag.

### Das neue Jahrtausend: Dritter Meistertitel 2001

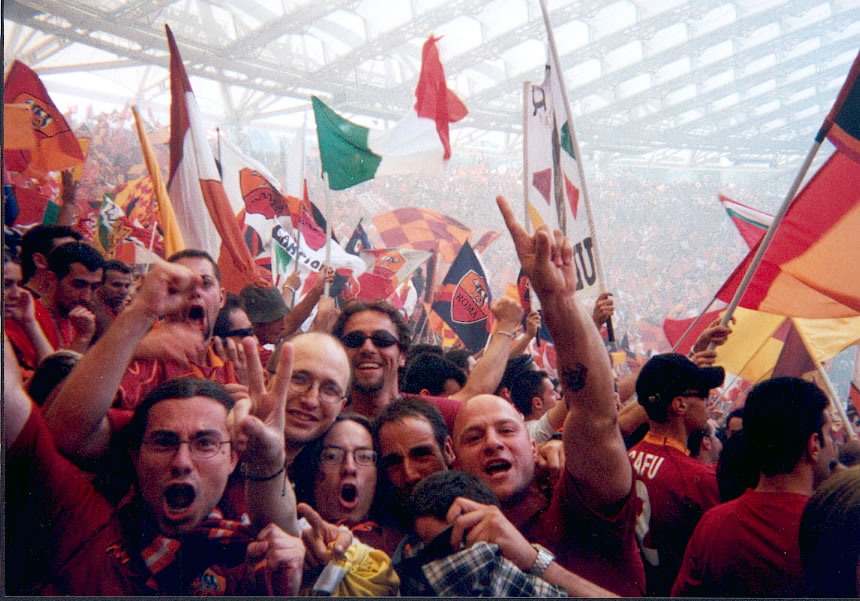
Tifosi des AS Rom feiern den „Scudetto“ 2001

Vorläufig letzter großer Höhepunkt war der dritte Meistertitel (nach 1942 und 1983) im Jahre 2001, als die AS Rom unter dem Regiment von Startrainer Fabio Capello den Lokalrivalen Lazio an der Spitze der Serie A ablöste. Danach folgten neben vier Vizemeisterschaften (2002, 2004, 2006, 2007) auch zwei mittelmäßige achte Plätze (2003 und 2005) in der Serie A. Nach dem Abgang von Capello mit Ende der Saison 2003/04 erwarb sich die Mannschaft den Ruf, untrainierbar zu sein und verschmähte mit Cesare Prandelli, Rudi Völler, Luigi Delneri und Bruno Conti vier Betreuer binnen einer Saison.

### Rekord: 11 Siege in Folge
Von Udinese Calcio kommend übernahm Luciano Spalletti am 1. Juli 2005 das Traineramt. In der Saison 2005/06 belegte die AS Rom zunächst den fünften Platz, der zur Teilnahme am UEFA-Pokal berechtigt hätte. Nach einem schlechten Saisonstart gelang es der Mannschaft immerhin elf Spiele in Folge zu gewinnen, was damals einen neuen italienischen Rekord bedeutete (heute trägt Inter Mailand diesen Rekord mit 17 gewonnenen Spielen hintereinander). Auf Grund des Fußballskandals in Italien (Zwangsabstieg für Juventus, Punkteabzug für AC Mailand, AC Florenz, Lazio Rom) wurde die AS Rom nachträglich zum Vizemeister erklärt und konnte somit in der Champions League spielen.

### Das Debakel von Manchester (April 2007)
Dabei konnte auf dem Weg ins Viertelfinale der Champions League Olympique Lyon (0:0 H / 2:0 A) ausgeschaltet werden. Jedoch war das Viertelfinale gegen Manchester United gleichzeitig Endstation für die AS Rom. Der Sieg der Roma im Hinspiel mit 2:1 wurde durch Fankrawalle vor, nach und während des Matches und durch ein brutales Durchgreifen der italienischen Polizei im Auswärtssektor der United-Fans überschattet. Im Rückspiel am 10. April 2007 unterlagen die Römer im Old Trafford mit einem historischen Debakel von 1:7.

### Sechs Torschützenkönige von Volk (1931) bis Totti (2007)

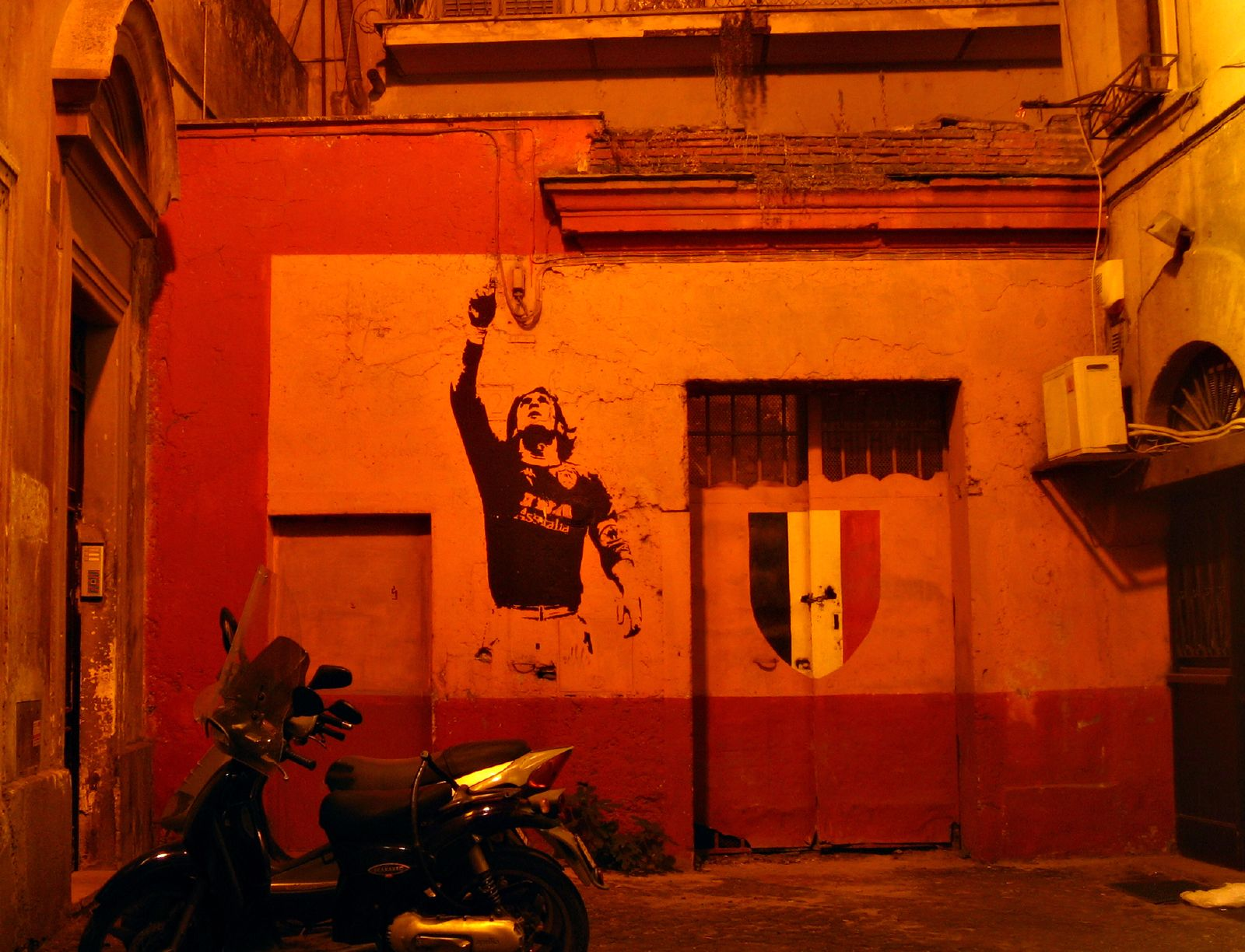
Totti-Graffito in der Altstadt von Rom

In der Liga erging es der AS Rom wesentlich besser und sie erreichte zum Ende der Saison 2006/07 den 2. Platz und war damit für die Champions-League 2007/08 qualifiziert. Ferner fügte man dem Meister Inter Mailand die einzige Saisonniederlage (3:1 im San Siro) zu. Ein Leistungsträger dieser erfolgreichen Saison war Francesco Totti, der mit 26 Treffern seinen persönlichen Torrekord in einem Jahr aufstellte und sich die Torjägerkanone holte. Eine Marke, die auch zum Gewinn des Goldenen Schuhs (bester Torschütze Europas) reichte. Zudem erzielte der Mittelfeldregisseur in der vergangenen Champions-League Saison vier Tore. Totti war der bereits sechste Roma-Spieler, der italienischer Torschützenkönig wurde. Vor ihm war dieses Kunststück auch Rodolfo Volk (1931/29 Tore), Enrique Guaita (1935/28 Tore), Dino da Costa (1957/22 Tore), Pedro Manfredini (1963/19 Tore) sowie dreimal Roberto Pruzzo (1981/18 Tore, 1982/15 Tore und 1986/19 Tore) gelungen.

### Achter Cupsieg 2007
Im Pokal gelang es der Mannschaft in den Jahren 2003, 2005 und 2006 ins Finale einzuziehen, wo sie jedoch jeweils unterlag. 2007 schaffte die AS Rom erneut der Einzug ins Finale der Coppa Italia, dabei hieß der Gegner zum dritten Mal in Folge Inter Mailand. In dieser Paarung konnten die Roma nach einem 6:2 im Hinspiel und einer 1:2-Auswärtsniederlage den achten Cupsieg erzielen. Knapp drei Monate später traf der Klub wieder auf Inter, in der Supercoppa italiana behielt man in Mailand mit 1:0 erneut die Oberhand. Es war die zweite Supercoppa nach 2001.

### Der Triumph über Real Madrid (Februar 2008)
Als Vizemeister 2007 war die AS Rom fix für die Champions League 2007/08 qualifiziert und überstand als Zweiter die Gruppenphase. Im Achtelfinale trafen die Italiener auf Real Madrid, die man mit dem Gesamtergebnis von 4:2 besiegen konnte. Nach dem 2:1 im Heimspiel (durch Tore von Pizarro und Mancini nach frühem Rückstand) siegten die Römer auch auswärts am 19. Februar 2008 mit 2:1 durch Tore von Taddei und Vučinić bei einem zwischenzeitlichen Ausgleich von Raúl. Zudem trafen in diesem Spiel Aquilani und Vučinić (beide Roma) bzw. Baptista (Madrid) nur Aluminium. Im Viertelfinale Anfang April war dann aber wie im Jahr zuvor gegen Manchester United Endstation (0:2/h und 0:1/a).

### Zum zehnten Mal Zweiter
Die Meisterschaft 2007/08 machte der Klub aus der Hauptstadt, der im Februar schon elf Punkte hinter Inter Mailand auf Platz zwei gelegen war, noch einmal spannend, die Entscheidung sollte erst am 38. und letzten Spieltag fallen. In diesen ging Inter als Spitzenreiter mit 82 Punkten vor der AS Rom mit 81. Doch während die Römer in Catania trotz früher Führung durch Vucinic nur 1:1 (1:0) spielten, gewann Inter in Parma durch zwei Tore von Ibrahimovic nach der Pause mit 2:0. Damit war die AS Rom zum insgesamt zehnten Mal, zum dritten Mal in Folge und zum fünften Mal in den letzten sieben Jahren Zweiter der Serie A geworden.

### Neunter Cup-Triumph

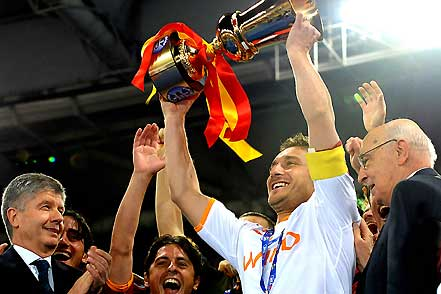
2008 gewann die AS Rom zum neunten Mal die Coppa Italia

Wie in den vergangenen drei Jahren hieß auch das Cupfinale 2008 wiederum Inter Mailand gegen AS Rom. Im Gegensatz zu früher wurde die 60. Auflage der Coppa Italia diesmal aber nicht in Hin- und Rückspiel, sondern nur in einem Match entschieden. Dieses fand im römischen Olympiastadion statt und endete mit 2:1 (1:0) für die Roma. Die Tore erzielten Philippe Mexès und Simone Perrotta bzw. Pele. Für die Hauptstädter war es eine kleine Revanche für die am Wochenende zuvor gegen Inter verpasste Meisterschaft, der zweite Triumph in Folge und der insgesamt bereits neunte, womit sie mit dem bisherigen alleinigen Rekordhalter Juventus Turin gleichziehen konnten. Zudem war es die insgesamt 15. Endspielteilnahme, was italienischen Rekord vor dem FC Turin (14) bedeutet. Mittlerweile stand die AS Rom zwei weitere Male im Endspiel und hält damit sogar bei 17 Teilnahmen, verlor allerdings 2010 gegen Inter und 2013 gegen Lazio jeweils mit 0:1.

### Finanzielle Schwierigkeiten und Eigentümerwechsel
Der ständige Transfer-Wettbewerb mit den großen Clubs aus dem Norden, aber gerade auch im Speziellen mit dem Lokalrivalen Lazio, stürzte die AS Rom zwischenzeitlich in finanzielle Schwierigkeiten. Leistungsträger wie der Argentinier Walter Samuel und die Brasilianer Lima sowie Emerson mussten innerhalb der Serie A oder ins Ausland transferiert werden. Einzig Francesco Totti – Kapitän, Spielmacher und Torjäger in Personalunion – war nie ein Thema, was einen möglichen Verkauf angeht. Die von Präsident Franco Sensi mit 51 Prozent gehaltene Italpetroli – Eigentümer der AS Rom – hat laut Zeitungsberichten ca. 370 Millionen Euro Schulden. Tochter und AS-Rom-Geschäftsführerin Rosella Sensi, die am 29. August 2008 und damit zehn Tage nach dem Tod ihres Vaters mit absoluter Mehrheit zur Präsidentin des Klubs gewählt wurde, hat daher im Sommer 2010 einen Verkauf des Klubs in die Wege geleitet.

### Amerikanische Übernahmen, zwölfte Vizemeisterschaft
Im April 2011 übernahm ein US-amerikanisches Konsortium um den Investor Thomas DiBenedetto die Aktienmehrheit am Verein, woraufhin Sensi im Juni desselben Jahres ihren Rücktritt vom Präsidentenamt erklärte. Im Juli 2011 wurde der 61-jährige DiBenedetto als neuer Klubpräsident vorgestellt. Im August 2012 übernahm schließlich James J. Pallotta das Präsidentenamt. In seiner Ära gab es bisher ein verlorenes Cupfinale 2013 sowie, nach einem Trainerwechsel zu Rudi Garcia, Platz zwei in der Meisterschaft im Spieljahr 2013/14. Trotz des italienischen Rekord-Starts von zehn Siegen in Serie und einem Vereins-Punkterekord von 85 Zählern beendete die AS Rom die Serie A letztlich zum zwölften Mal als Vizemeister. Immerhin konnte sich der Klub aber erstmals seit 2010 wieder für die Champions League qualifizieren. Mit Mia Hamm wird am 27. Oktober 2014 eine bekannte Persönlichkeit aus dem amerikanischen Frauenfußball in den Vorstand des Hauptstadtklubs berufen. Auch in den Spielzeiten 2014/15 und 2016/17 wurde der Verein Vizemeister.
Am 10. April 2018 zog der Klub nach einem 3:0-Sieg gegen den FC Barcelona erstmals seit 1991 in das Halbfinale der Champions League ein. Dort unterlag die Mannschaft dem FC Liverpool – nach einer 2:5-Niederlage im Hinspiel konnte das Team im Rückspiel trotz eines 4:2-Sieges das Torverhältnis nicht ausgleichen. Die Folgesaison beendete die Roma auf Rang 5, was die direkte Qualifikation für die Europa League bedeutete. Bester Torschütze war Edin Džeko mit 19 wettbewerbsübergreifenden Toren, hinzu kamen elf Vorlagen. Im Gegensatz zu Stadtrivale Lazio hatte man in der Europa League 2019/20 die Gruppenphase überstanden, scheiterte diesmal jedoch bereits im Achtelfinale am späteren Finalisten FC Sevilla. Im Vorfeld der Spielzeit 2020/21 erwarb der US-Milliardär Dan Friedkin mit der Romulus and Remus Investments LLC für umgerechnet 591 Millionen Euro 86,6 % der Anteile am Verein und folgte somit nach acht Jahren auf die Neep Roma Holding S.p.A.

### Sieg in der Europa Conference League
Am 25. Mai 2022 gewann die Roma das Finale der neugegründeten UEFA Europa Conference League in der albanischen Hauptstadt Tirana gegen Feyenoord Rotterdam aus den Niederlanden mit 1:0. Den goldenen Treffer besorgte Nicolò Zaniolo. Trainer der siegreichen Mannschaft war José Mourinho, der zu Beginn der Saison 2021/22 eingestellt wurde. Durch diesen Triumph wurde Mourinho der erste Trainer, der die drei wichtigsten europäischen Titel gewann, weiterhin wurde er der erste Trainer, der mit vier unterschiedlichen Mannschaften einen internationalen Pokal holen konnte. Der 1:0-Sieg war der erste europäische Titel für die Roma seit 61 Jahren.

## Spiel- und Trainingsstätten

### Historische Spielstätten

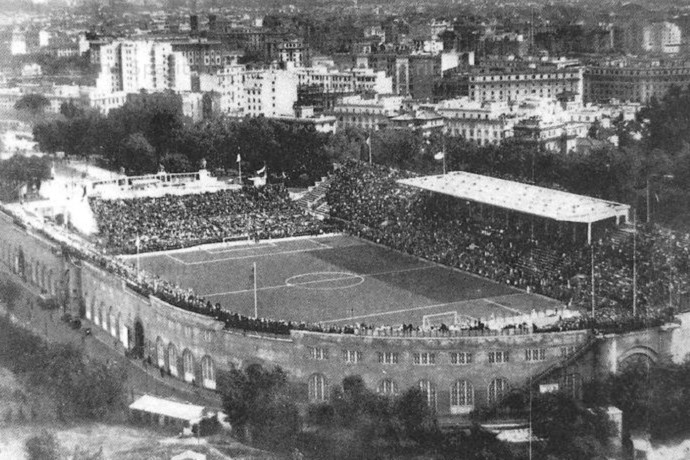
Stadio Nazionale del PNF

Erste Spielstätte war von 1927 bis 1928 das Motovelodromo Appio. Es folgten von 1929 bis 1940 der Campo Testaccio und von 1940 bis 1953 das Stadio Nazionale del PNF (ab 1943 Stadio Nazionale).

### Stadion

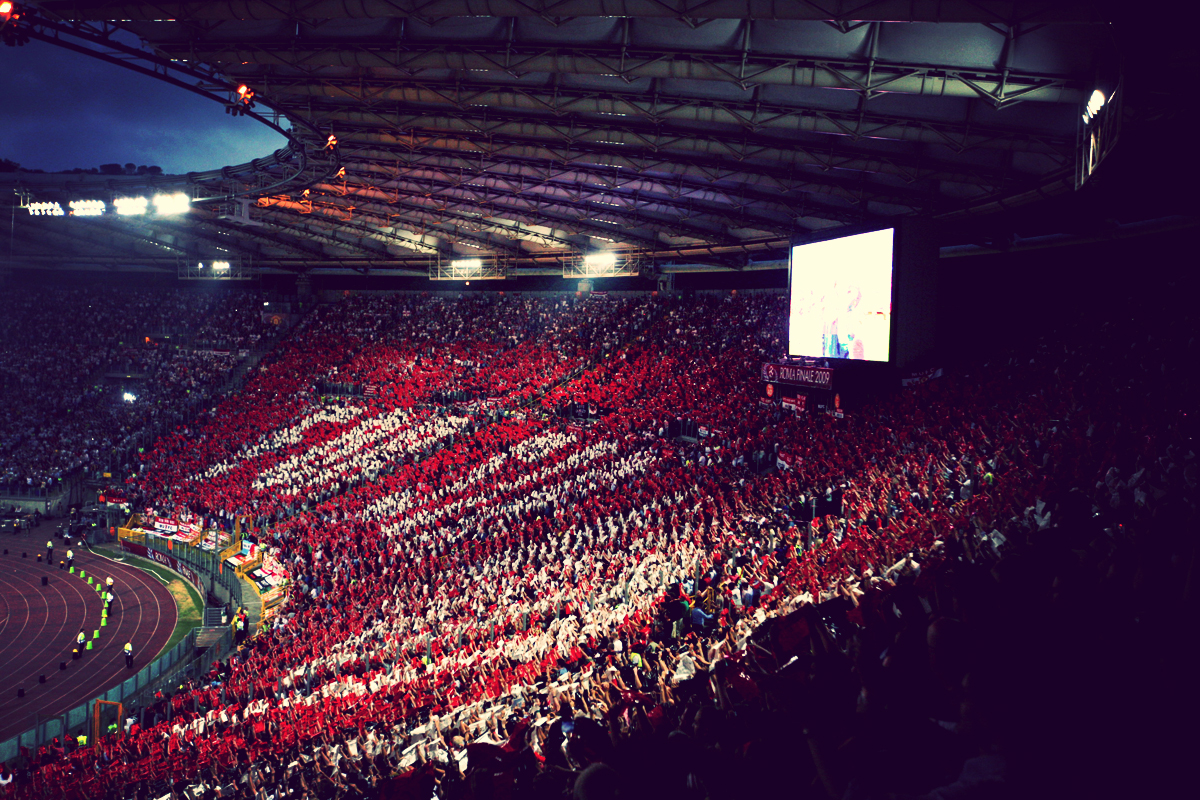
Stadio Olimpico

Seit 1953 trägt die AS Rom ihre Heimspiele im Olympiastadion aus. Das Multifunktionsstadion wurde von 1927 bis 1932 als Teil des Foro Italico erbaut und diente seither als Austragungsstätte zahlreicher Sportgroßveranstaltungen wie etwa den Olympischen Sommerspielen 1960, den Leichtathletik-Weltmeisterschaften 1987, den Fußball-Europameisterschaften 1968 und 1980, der Fußball-Weltmeisterschaft 1990, sowie bis dato fünf Europapokal-Endspielen. Seit 2008 findet das jährliche Coppa-Italia-Finalspiel im Olimpico statt.
Das Olympiastadion ist ein vom europäischen Fußballverband UEFA in die Kategorie 4 (Elitestadion) eingeordnetes Stadion und zählt mit aktuell über 70.000 Zuschauerplätzen zu den größten Europas.

## Fans und Anhänger
Aufgrund der Gründungsgeschichte des Vereins, als geplanter Zusammenschluss dreier Vereine Roms, im Zuge der Vereinheitlichungspolitik Benito Mussolinis, konnte die AS in ganz Rom Anhänger finden und hatte zugleich bereits zu Beginn große Fanzahlen. Der Fokus auf Römische Symbolik, dem Wappen und Insignien Roms (S.P.Q.R.) verstärkten die Sympathie der Stadtbewohner Roms zur AS zu halten, statt zum verbliebenen Stadtkonkurrenten Lazio Rom. Dies begründete auch die Rivalität.
In den 1950er Jahren entwickelte sich in der bis heute einzigen Serie-B-Saison eine organisierte Fanszene unter Namen Associazione Fosi Giallorossi Attilio Ferraris, die jedoch durch die Staatsbehörden aufgelöst wurde, nachdem in einigen der landesweit verteilten Clubs Glücksspiel betrieben wurde.
Im Forte Tiburtino der Römischen Stadtbefestigung gründeten sich weitere Gruppen unter dem Namen 12º Giallorosso, die bis heute existieren oder in anderen Gruppen aufgingen. Prägend war der Umstand, dass das Stadio Olimpico seinerzeit keine Sitzplätze hatte, jedoch Betonmauern als Sitzmöglichkeit bot. Um diese beliebten Plätze zu ergattern, musste man frühzeitig im Stadion sein. An diesen Stellen organisierten sich die Guerillas of the Curva Sud als Ultras bei der Tribüne des Monte Mario.
In den 70er Jahren spielte Lazio zwar Serie B, wurde als Aufsteiger überraschend Vizemeister und gewann darauffolgend die Meisterschaft, sodass Lazio eine Blütezeit hatte. In dieser Zeit gründete sich unter christdemokratischem Präsident Gaetano Anzalone das „Roma Club Coordination Center“, dem sich 130 Fanclubs anschlossen. Anzalone kommerzialisierte den Sport und in der Folge gründete sich die Ultragruppierung Fedayn (basierend auf den als schlimm eingeschätzten Fedajin). Aufgrund der Quartiersgeschichte Quadraros als Widerstandsnest der Deutschen Besatzungszeit gab man sich „links“, war aber unpolitisch. Die Boys entstanden aus dem Roma Club Coordination Center und galten als besser betucht und sind auch von der Curva Sud auf die Curva Nord gewechselt, kauften Trommeln, Megafone und fertigten Banner an.
Prägend für die Fans der AS Roma war der Angriff mit Messern und Stöcken bewaffneter, sozialistischer Fans des FC Turin im Jahr 1973, die unbewaffneten Roma-Fans Banner abnahmen und verbrannten.
Die verschiedenen Ultra-Gruppierungen sind gegen die Kommerzialisierung des Sports und viele haben auch darüber hinaus eine eindeutig politische Ausrichtung. Seit den 1990er Jahren existieren auch bei den sich traditionell eher als links verstehenden Anhängern der Roma rechtsextreme Gruppierungen, die den Italienischen Faschismus befürworten und glorifizieren, wenn auch in geringerem Ausmaß als beim Lokalrivalen Lazio Rom. Die 1972 gegründeten AS Roma Ultras entwickelten sich zur dominanten Gruppe, der sich die meisten anderen existenten Gruppierungen anschlossen. 1977 wurde auf Anraten der Boys der Name Commando Ultrà Curva Sud kurz CUCS für die gesamte Südkurve eingeführt und mehrheitlich angenommen. Zwar verließen die als besonders radikal geltenden Fedayn das Projekt, doch entwickelte sich die CUCS damit zu einer der bekanntesten Ultra-Gruppierungen im europäischen Fußball und alle Fans waren in der Südkurve vereinheitlicht. Zehn Jahre später spaltete sich die Kurve, nachdem der Vereinspräsident Dino Viola den ehemaligen Lazio-Spieler Lionello Manfredonia verpflichtete und ein Teil der CUCS die Verpflichtung begrüßte. Es gelang in der Folge nicht mehr, das gemeinsame Banner hochzuhalten, sodass seitdem die AS Roma Ultras optisch bestimmend waren. 2004 verschwand der Banner der CUCS vollständig. Es blieben die Boys, Fedayn, Giovinezza und Gens Romana.
Die Klub-Hymne Roma (non si discute, si ama) des italienischen Musikers Antonello Venditti wird vor jedem Spiel gesungen. Das Lied Grazie Roma, ebenfalls von Venditti, wird nach siegreichen Heimspielen gespielt und gesungen.
Die AS Roma gilt hinter Juventus Turin, Inter Mailand, AC Mailand und SSC Neapel als fünfgrößter Sportverein Italiens mit knapp 7,50 % Unterstützern, wovon ein Großteil aus dem Zentrum des Landes kommt.

### Rivalitäten

#### Lazio Rom
Die AS Rom ist Teil eines der bekanntesten Fußballderbys der Welt, dem Derby della Capitale (deutsch Hauptstadt-Derby), auch Derby di Roma, Derby Capitolino oder Derby del Cupolone, das Stadtderby gegen Lazio Rom. Das erste Aufeinandertreffen der beiden Klubs fand am 8. Dezember 1929 in der Serie A statt. In den 90er Jahren entwickelte es sich zu den meistübertragenden Derbys weltweit.
Das Derby erhält seine besondere Brisanz durch die Fan-Rivalität der beiden römischen Vereine, die vor allem um die Repräsentanz der Stadt im Land und lokales Ansehen streiten. So veränderten sich die Anfeindungen und Konflikte auch mit der Zeit und den Veränderungen der Lebensgewohnheiten der jeweiligen Anhänger. Die Fankurve der Roma durchmischte sich innerhalb Roms kulturell, aber blieb mehrheitlich direkt aus Rom. Die Fankurve von Lazio blieb nicht durchmischt, aber kam verstärkt aus den städtischen Vororten.
Beide Fanseiten betonen in den Derbys ihre römische und teilweise ihre faschistische Tradition offen und prangern Abweichungen des Gegners an. Der von der AS betonte Bezug zum alten Stadion im Rione Testaccio wurde von Lazio Fans häufig polemisch ausgeschlachtet, nachdem dieser Stadtteil in der Nachkriegszeit den Charakter als Arbeiterviertel verlor, den er zuvor hatte und einen Strukturwandel hin zum Künstlerviertel und anschließender Zuwanderung erlebte, während der Stadtteil von Lazio diesen „Abstieg“ nicht erlebte. Das bürgerliche Parioli behielt seinen Charakter, entwickelte sich aber zum Dienstleistungs- und Durchgangsgebiet, wodurch Pendler zu- und Einwohner abnahmen. Neben Büros entstanden auch Restaurants, und das Viertel festigte seine Bedeutung als sportliches Zentrum der Stadt.

## Eigentümerschaft
Die Associazione Sportiva Roma S.p.A. ist seit 2020 über die Neep Roma Holding S.p.A. eine 95,97-prozentige Tochtergesellschaft der The Friedkin Group. Am 17. Juni 2020 wurde der Kauf für eine Summe von 591 Millionen Euro abgeschlossen.

## Ausrüster und Sponsoren
Ausrüster ist seit 2023 der deutsche Sportartikelhersteller Adidas. Aktueller Hauptsponsor der AS Rom ist Riyadh Season.
1981 schloss die AS Rom einen Werbevertrag mit Barilla, die ihren Schriftzug auf den Trikots platzierten. Es folgten Nuova Tirrena (1994–1995), INA Assitalia (1995–2002), Mazda (2002–2005), Banca Italease (2005–2006), Wind Telecomunicazioni (2007–2013), Roma Cares (2013–2014), Qatar Airways (2017–2021), DigitalBits (2021–2023) und Riyadh Season (seit 2023).
| Zeitraum  | Ausrüster       | Hauptsponsor   |
| --------- | --------------- | -------------- |
| 1970–1971 | Lacoste         | keiner         |
| 1972–1976 | Eigenproduktion | keiner         |
| 1977–1979 | Adidas          | keiner         |
| 1979–1980 | Pouchain        | keiner         |
| 1980–1981 | Playground      | keiner         |
| 1981–1982 | Playground      | Barilla        |
| 1982–1983 | Patrick         | Barilla        |
| 1983–1986 | Kappa           | Barilla        |
| 1986–1991 | NR              | Barilla        |
| 1991–1994 | Adidas          | Barilla        |
| 1994–1995 | Asics           | Nuova Tirrena  |
| 1995–1997 | Asics           | INA Assitalia  |
| 1997–2000 | Diadora         | INA Assitalia  |
| 2000–2002 | Kappa           | INA Assitalia  |
| 2002–2003 | Kappa           | Mazda          |
| 2003–2005 | Diadora         | Mazda          |
| 2005–2006 | Diadora         | Banca Italease |
| 2006–2007 | Diadora         | keiner         |
| 2007–2013 | Kappa           | Wind           |
| 2013–2014 | Eigenproduktion | Roma Cares     |
| 2014–2018 | Nike            | keiner         |
| 2017–2021 | Nike            | Qatar Airways  |
| 2021–2023 | New Balance     | DigitalBits    |
| 2023–0000 | Adidas          | Riyadh Season  |

## Vereinsfarben und -wappen
Die AS Rom trägt seit seiner Gründung 1927 die Vereinsfarben Gelb und Rot (Giallorossi) und wurden vom Foot Ball Club di Roma übernommen und basieren auf dem Wappen und Insignien Roms. (S.P.Q.R.) Dazu trägt man weiße Hosen und rote Stutzen. Das Auswärtstrikot wird traditionell meist in weiß gehalten.
Das heutige Vereinswappen kombiniert die Farben des Vereins und die der Stadt Rom, es zeigt die Kapitolinische Wölfin mit den Knaben Romulus und Remus im oberen, sowie den Schriftzug Roma und das Gründungsjahr im unteren Teil.

1927 bis 1930
1930 bis 1934
1937 bis 1942
1942 bis 1945
1950er- und 60er
1978 bis 1979 („lupetto“)
1979 bis 2013
2013 bis 2017
Seit 2017

## Daten und Fakten

### Vereinserfolge
| National                               | Titel | Saison                                                                          |
| -------------------------------------- | ----- | ------------------------------------------------------------------------------- |
| Italienische Meisterschaft             | 3     | 1941/42, 1982/83, 2000/01                                                       |
| Italienischer Pokal                    | 9     | 1963/64, 1968/69, 1979/80, 1980/81, 1983/84, 1985/86, 1990/91, 2006/07, 2007/08 |
| Italienischer Supercup                 | 2     | 2001, 2007                                                                      |
| International                          | Titel | Saison                                                                          |
| Englisch-italienische Pokalwettbewerbe | 2     | 1969, 1972                                                                      |
| Messestädte-Pokal                      | 1     | 1960/61                                                                         |
| UEFA Europa Conference League          | 1     | 2021/22                                                                         |

Erfolge der Jugendmannschaften

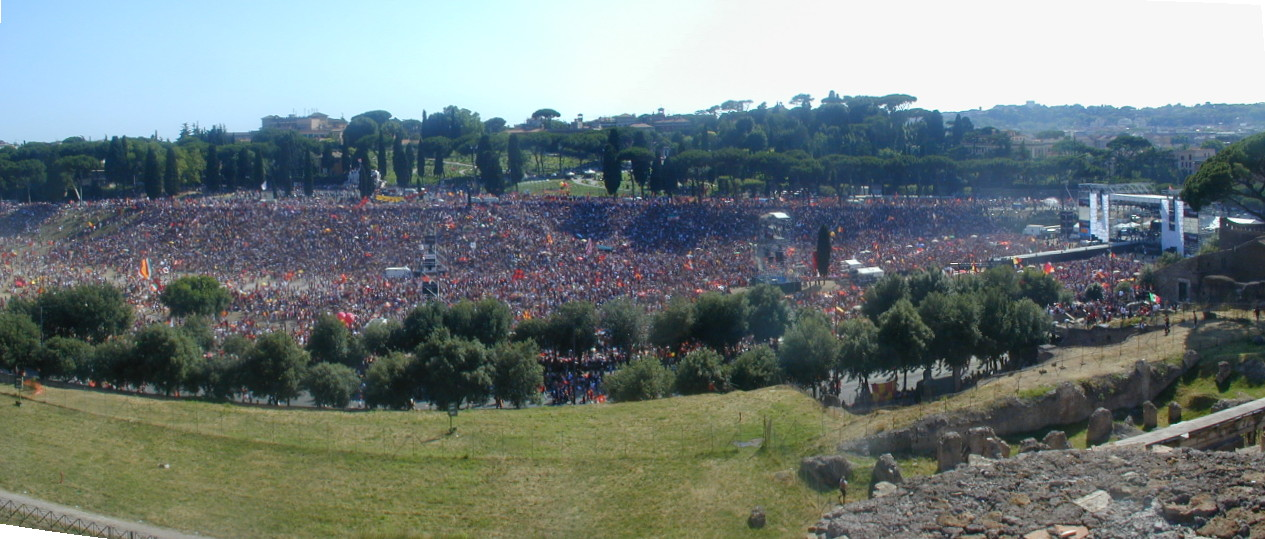
Meisterfeier 2001 im Circus Maximus in Rom

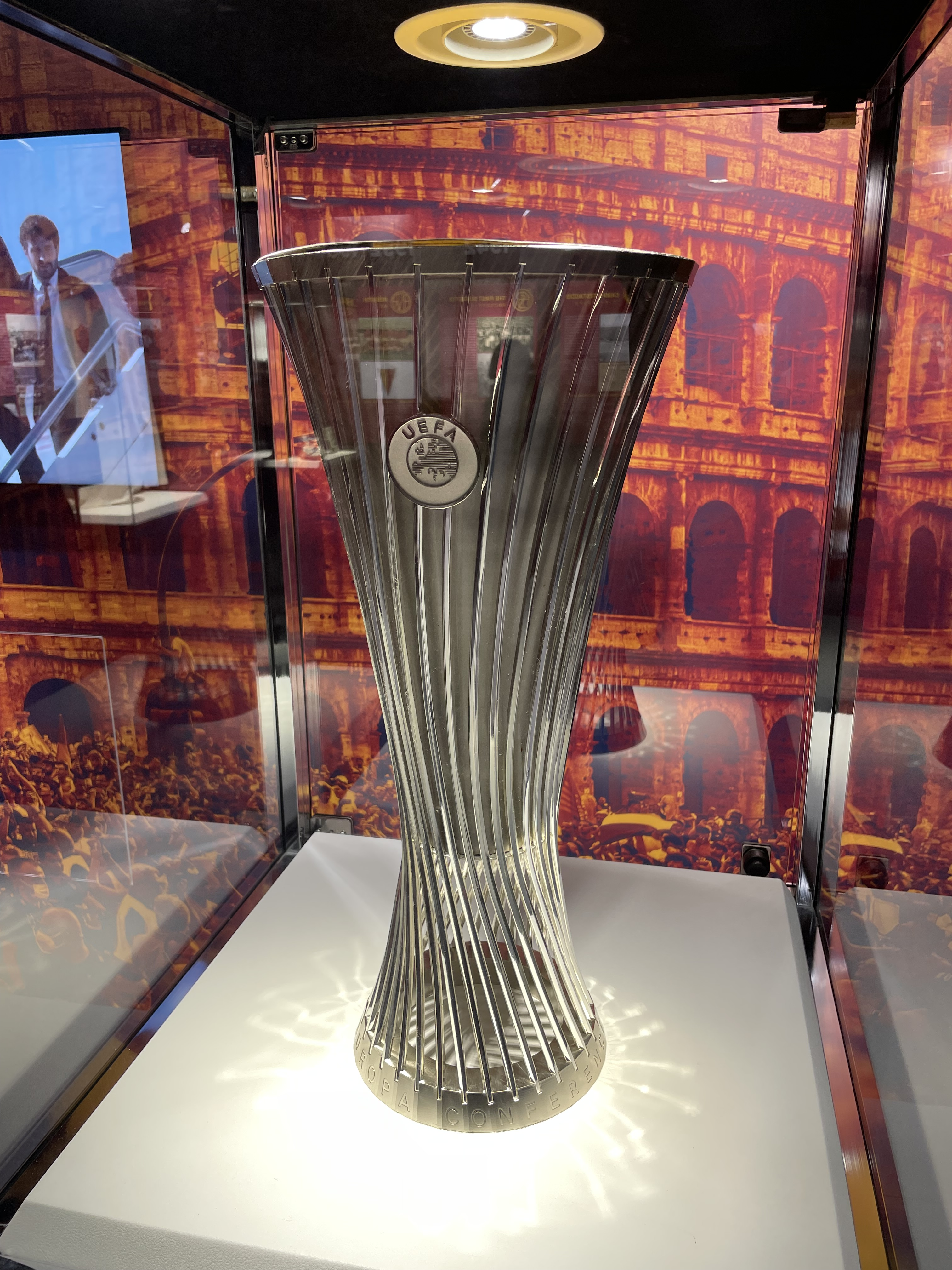
Trophäe der UEFA Europa Conference League 2021/22 ausgestellt in Rom

- Italienische Primavera-Meisterschaft: 1972/73, 1973/74, 1977/78, 1983/84, 1989/90, 2004/05, 2010/11, 2015/16
- Italienischer Primavera-Pokal: 1973/74, 1974/75, 1993/94, 2011/12, 2016/17
- Supercoppa Primavera: 2012, 2016
- Torneo di Viareggio: 1981, 1983, 1991

### Personal

#### Aktueller Kader der Saison 2024/25
Stand: 3. Februar 2025
| Nr.               | Nat.           | Name                | Geburtsdatum       | im Verein seit | Vertrag bis |
| Torhüter          | Torhüter       | Torhüter            | Torhüter           | Torhüter       | Torhüter    |
| ----------------- | -------------- | ------------------- | ------------------ | -------------- | ----------- |
| 89                | Italien        | Renato Marin        | 10. Juli 2006      | 2024           | 2025        |
| 95                | Italien        | Pierluigi Gollini   | 18. März 1995      | 2025           | 2027        |
| 99                | Serbien        | Mile Svilar         | 27. August 1999    | 2022           | 2027        |
| Abwehrspieler     |                |                     |                    |                |             |
| 02                | Niederlande    | Devyne Rensch       | 18. Januar 2003    | 2025           | 2029        |
| 03                | Spanien        | Angeliño            | 4. Januar 1997     | 2024           | 2028        |
| 05                | Elfenbeinküste | Evan N’Dicka        | 20. August 1999    | 2023           | 2028        |
| 12                | Saudi-Arabien  | Saud Abdulhamid     | 18. Juli 1999      | 2024           | 2028        |
| 15                | Deutschland    | Mats Hummels        | 16. Dezember 1988  | 2024           | 2025        |
| 19                | Turkei         | Zeki Çelik          | 17. Februar 1997   | 2022           | 2026        |
| 23                | Italien        | Gianluca Mancini    | 17. April 1996     | 2020           | 2027        |
| 25                | Danemark       | Victor Nelsson      | 14. Oktober 1998   | 2025           | 2025        |
| 34                | Niederlande    | Anass Salah-Eddine  | 18. Januar 2002    | 2025           | 2029        |
| 66                | Spanien        | Buba Sangaré        | 6. August 2007     | 2024           | 2027        |
| Mittelfeldspieler |                |                     |                    |                |             |
| 04                | Italien        | Bryan Cristante     | 3. März 1995       | 2019           | 2027        |
| 07                | Italien        | Lorenzo Pellegrini  | 19. Juni 1996      | 2017           | 2026        |
| 16                | Argentinien    | Leandro Paredes     | 29. Juni 1994      | 2023           | 2026        |
| 17                | Frankreich     | Manu Koné           | 17. Mai 2001       | 2024           | 2029        |
| 27                | Frankreich     | Lucas Gourna-Douath | 5. August 2003     | 2025           | 2025        |
| 56                | Belgien        | Alexis Saelemaekers | 27. Juni 1999      | 2024           | 2025        |
| 61                | Italien        | Niccolò Pisilli     | 23. September 2004 | 2012           | 2029        |
| Stürmer           |                |                     |                    |                |             |
| 11                | Ukraine        | Artem Dowbyk        | 21. Juni 1997      | 2024           | 2029        |
| 14                | Usbekistan     | Eldor Shomurodov    | 29. Juni 1995      | 2021           | 2026        |
| 18                | Argentinien    | Matías Soulé        | 15. April 2003     | 2024           | 2029        |
| 21                | Argentinien    | Paulo Dybala        | 15. November 1993  | 2022           | 2026        |
| 35                | Italien        | Tommaso Baldanzi    | 23. März 2003      | 2024           | 2028        |
| 92                | Italien        | Stephan El Shaarawy | 27. Oktober 1992   | 2021           | 2025        |

### Ehemalige Spieler
- Adriano
- Aldair
- Alisson
- Luigi Allemandi
- Amedeo Amadei
- Amarildo
- Carlo Ancelotti
- Antonio Angelillo
- Enrico Annoni
- Luca Antei
- Francesco Antonioli
- Alberto Aquilani
- Abel Balbo
- Federico Barba
- Paolo Barison
- Agostino di Bartolomei
- Gabriel Batistuta
- Medhi Benatia
- Orvar Bergmark
- Fulvio Bernardini
- Thomas Berthold
- Luigi Di Biagio
- Zbigniew Boniek
- Marco Branca
- Helge Christian Bronée
- Cafu
- Vincent Candela
- Claudio Caniggia
- Fabio Capello
- Amedeo Carboni
- Andrea Carnevale
- Giorgio Carpi
- Antonio Cassano
- Leandro Castán
- Toninho Cerezo
- John Charles
- Alberto Di Chiara
- Antonio Chimenti
- Cristian Chivu
- Fulvio Collovati
- Bruno Conti
- Paolo Conti
- Dino da Costa
- Giulio Corsini
- Fabio Cudicini
- Gaetano D’Agostino
- Mario David
- Grégoire Defrel
- Marco Delvecchio
- Daniele De Rossi
- Morgan De Sanctis
- Amadou Diawara
- Lucas Digne
- Angelo Domenghini
- Aldo Donati
- Seydou Doumbia
- Edin Džeko
- Emerson
- Paulo Roberto Falcão
- Iago Falque
- Matteo Ferrari
- Attilio Ferraris
- Alessandro Florenzi
- Daniel Fonseca
- Davide Frattesi
- Diego Fuser
- Daniele Galloppa
- Carmine Gautieri
- Gerson
- Alcides Ghiggia
- Giuseppe Giannini
- Ludovic Giuly
- Enrique Guaita
- César Gómez
- Maxime Gonalons
- Francesco Graziani
- Clément Grenier
- Pep Guardiola
- Gianni Guigou
- Sergei Gurenko
- Felix Afena-Gyan
- Thomas Häßler
- Juan Iturbe
- Juan Jesus
- Nikola Kalinić
- Rick Karsdorp
- Aleksandar Kolarov
- Michael Konsel
- Naim Krieziu
- Erik Lamela
- Adem Ljajić
- Bogdan Lobonț
- Pau López
- Giacomo Losi
- Romelu Lukaku
- Tommaso Maestrelli
- Aldo Maldera
- Augusto Magli
- Mancini
- Pedro Manfredini
- Lionello Manfredonia
- Kostas Manolas
- Iván Marcano
- Guido Masetti
- Carlo Mazzone
- Henrich Mchitarjan
- Giampaolo Menichelli
- Philippe Mexès
- Mario De Micheli
- Mido
- Siniša Mihajlović
- Antonio Mirante
- Vincenzo Montella
- Eraldo Monzeglio
- Héctor Moreno
- Francesco Moriero
- Giuseppe Moro
- Radja Nainggolan
- Hidetoshi Nakata
- Sebastiano Nela
- Bruno Nicolè
- Knut Nordahl
- Robin Olsen
- Alberto Orlando
- Leandro Paredes
- Javier Pastore
- Piero Pastore
- Rui Patrício
- Pedro
- Luca Pellegrini
- Lorenzo Pellegrini
- Simone Pepe
- Bruno Peres
- Diego Perotti
- Simone Perrotta
- Bruno Pesaola
- Miralem Pjanić
- Matteo Politano
- Ezequiel Ponce
- Pierino Prati
- Herbert Prohaska
- Roberto Pruzzo
- Claudio Ranieri
- Ubaldo Righetti
- Ruggiero Rizzitelli
- Enzo Robotti
- Francesco Rocca
- Alessio Romagnoli
- Mário Rui
- Antonio Rüdiger
- Mohamed Salah
- Walter Samuel
- Mauro Sandreani
- Sergio Santarini
- Davide Santon
- Juan Schiaffino
- Patrik Schick
- Karl-Heinz Schnellinger
- Jürgen Schütz
- Arne Selmosson
- Pietro Serantoni
- Paulo Sérgio
- Giancarlo De Sisti
- Łukasz Skorupski
- Chris Smalling
- Leonardo Spinazzola
- Luciano Spinosi
- Kevin Strootman
- Wojciech Szczęsny
- Giuliano Taccola
- Franco Tancredi
- Francesco Tavano
- Damiano Tommasi
- Francesco Totti
- Cengiz Ünder
- William Vainqueur
- Cesare Valinasso
- Arcadio Venturi
- Jordan Veretout
- Thomas Vermaelen
- Rodolfo Volk
- Rudi Völler
- Pietro Vierchowod
- Mirko Vučinić
- Antônio Carlos Zago
- Cristiano Zanetti
- Davide Zappacosta
- Jonathan Zebina
- Ervin Zukanović
- Gyula Zsengellér

### Spielerrekorde

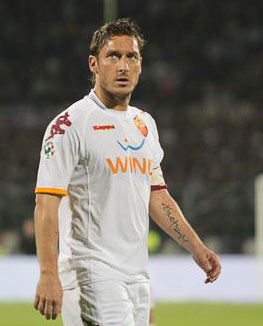
Francesco Totti

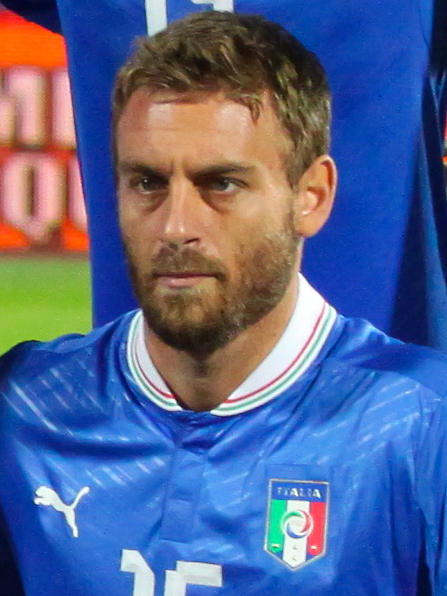
Daniele De Rossi

Stand: Saisonende 2021/22; Fettgedruckte Spieler sind noch aktiv. Angegeben sind alle Pflichtspiele und -tore.

#### Rekordspieler
|    | Name              | Zeitraum  | Liga | Pokal | Europapokal | Sonstige | Gesamt |
| -- | ----------------- | --------- | ---- | ----- | ----------- | -------- | ------ |
| 01 | Francesco Totti   | 1992–2017 | 619  | 59    | 103         | 5        | 786    |
| 02 | Daniele De Rossi  | 2001–2019 | 459  | 55    | 98          | 4        | 616    |
| 03 | Sergio Santarini  | 1968–1981 | 344  | 70    | 15          | 23       | 452    |
| 04 | Giacomo Losi      | 1955–1969 | 386  | 29    | 40          | 16       | 450    |
| 05 | Giuseppe Giannini | 1981–1996 | 318  | 79    | 38          | 1        | 437    |
| 06 | Aldair            | 1990–2003 | 330  | 41    | 64          | 1        | 436    |
| 07 | Bruno Conti       | 1973–1990 | 304  | 64    | 34          | –        | 402    |
| 08 | Sebastiano Nela   | 1981–1992 | 281  | 63    | 51          | 1        | 397    |
| 09 | Franco Tancredi   | 1977–1990 | 289  | 58    | 36          | 2        | 385    |
| 10 | Guido Masetti     | 1930–1943 | 338  | 19    | 7           | –        | 364    |

#### Rekordtorschützen
|    | Name              | Zeitraum            | Liga | Pokal | Europapokal | Sonstige | Gesamt |
| -- | ----------------- | ------------------- | ---- | ----- | ----------- | -------- | ------ |
| 01 | Francesco Totti   | 1992–2017           | 250  | 18    | 38          | 1        | 307    |
| 02 | Roberto Pruzzo    | 1978–1988           | 106  | 20    | 12          | –        | 138    |
| 03 | Edin Džeko        | 2015–2021           | 85   | 2     | 32          | –        | 119    |
| 04 | Amedeo Amadei     | 1936–1938 1939–1948 | 100  | 11    | –           | –        | 111    |
| 05 | Rodolfo Volk      | 1928–1933           | 103  | –     | –           | –        | 103    |
| 06 | Vincenzo Montella | 1999–2009           | 83   | 8     | 9           | 1        | 101    |
| 07 | Abel Balbo        | 1993–1998           | 78   | 3     | 6           | –        | 87     |
| 08 | Marco Delvecchio  | 1995–2005           | 62   | 8     | 13          | –        | 83     |
| 09 | Pedro Manfredini  | 1959–1965           | 77   | –     | –           | –        | 77     |
| 10 | Giuseppe Giannini | 1981–1996           | 49   | 19    | 7           | –        | 75     |

### Trainerhistorie
| Cheftrainer | Cheftrainer       |
| Amtszeit    | Name              |
| ----------- | ----------------- |
| 1927–1929   | William Garbutt   |
| 1929–1930   | Guido Baccani     |
| 1930–1932   | Francis Burgess   |
| 1932–1933   | Jonas Baar        |
| 1933        | Lajos Kovács      |
| 1933–1937   | Luigi Barbesino   |
| 1937–1940   | Guido Ara         |
| 1940–1941   | Alfréd Schaffer   |
| 1941        | Géza Kertész      |
| 1941–1943   | Alfréd Schaffer   |
| 1943–1945,  | Géza Kertész      |
| 1945–1947   | Giovanni Degni    |
| 1947–1948   | Imre Senkey       |
| 1948–1949   | Luigi Brunella    |
| 1949–1950   | Fulvio Bernardini |
| 1950        | Luigi Brunella    |
| 1950–1951   | Adolfo Baloncieri |
| 1951        | Pietro Serantoni  |
| 1951        | Guido Masetti     |
| 1951–1952   | Giuseppe Viani    |
| 1952–1954   | Mario Varglien    |
| 1954–1955   | Jesse Carver      |
| 1955–1956   | György Sárosi     |
| 1956–1957   | György Sárosi     |
| 1957        | Guido Masetti     |
| 1957–1958   | Alec Stock        |
| 1958        | Gunnar Nordahl    |
| 1958        | György Sárosi     |
| 1958–1959   | Gunnar Nordahl    |

| Cheftrainer | Cheftrainer          |
| Amtszeit    | Name                 |
| ----------- | -------------------- |
| 1959–1961   | Alfredo Foni         |
| 1961–1962   | Luis Carniglia       |
| 1962–1963   | Luis Carniglia       |
| 1963        | Alfredo Foni         |
| 1963        | Naim Krieziu         |
| 1963–1964   | Luis Miró            |
| 1964–1965   | Juan Carlos Lorenzo  |
| 1965–1968   | Oronzo Pugliese      |
| 1968–1970   | Helenio Herrera      |
| 1970        | Helenio Herrera      |
| 1970        | Luciano Tessari      |
| 1971–1972   | Helenio Herrera      |
| 1972        | Helenio Herrera      |
| 1972–1973   | Tonino Trebiciani    |
| 1973–1974   | Manlio Scopigno      |
| 1974–1977   | Nils Liedholm        |
| 1977–1978   | Gustavo Giagnoni     |
| 1978–1979   | Gustavo Giagnoni     |
| 1979        | Ferruccio Valcareggi |
| 1979–1984   | Nils Liedholm        |
| 1984–1986   | Sven-Göran Eriksson  |
| 1986        | Sven-Göran Eriksson  |
| 1986–1987   | Angelo Sormani       |
| 1987–1988   | Nils Liedholm        |
| 1988        | Nils Liedholm        |
| 1988        | Luciano Spinosi      |
| 1988–1989   | Nils Liedholm        |
| 1989–1990   | Luigi Radice         |
| 1990–1992   | Ottavio Bianchi      |

| Cheftrainer | Cheftrainer          |
| Amtszeit    | Name                 |
| ----------- | -------------------- |
| 1992–1993   | Vujadin Boškov       |
| 1993–1996   | Carlo Mazzone        |
| 1996        | Carlos Bianchi       |
| 1996        | Nils Liedholm        |
| 1996–1997   | Ezio Sella           |
| 1997–1999   | Zdenek Zeman         |
| 1999–2004   | Fabio Capello        |
| 2004        | Cesare Prandelli     |
| 2004        | Rudi Völler          |
| 2004–2005   | Luigi Delneri        |
| 2005        | Bruno Conti          |
| 2005–2009   | Luciano Spalletti    |
| 2009–2011   | Claudio Ranieri      |
| 2011        | Vincenzo Montella    |
| 2011–2012   | Luis Enrique         |
| 2012–2013   | Zdenek Zeman         |
| 2013        | Aurelio Andreazzoli  |
| 2013–2016   | Rudi Garcia          |
| 2016–2017   | Luciano Spalletti    |
| 2017–2019   | Eusebio Di Francesco |
| 2019        | Claudio Ranieri      |
| 2019–2021   | Paulo Fonseca        |
| 2021–2024   | José Mourinho        |
| 2024        | Daniele De Rossi     |
| 2024        | Ivan Jurić           |
| 2024–2025   | Claudio Ranieri      |
| 2025–       | Gian Piero Gasperini |

### Präsidentenhistorie
| Präsidenten | Präsidenten              |
| Amtszeit    | Name                     |
| ----------- | ------------------------ |
| 1927–1928   | Italo Foschi             |
| 1927–1935   | Renato Sacerdoti         |
| 1935–1936   | Vittorio Scialoja        |
| 1936–1941   | Igino Betti              |
| 1941–1944   | Edgardo Bazzini          |
| 1944–1949   | Pietro Baldassarre       |
| 1949–1950   | Pier Carlo Restagno      |
| 1950–1951   | Romolo Vaselli           |
| 1951–1958   | Renato Sacerdoti         |
| 1958–1962   | Anacleto Gianni          |
| 1962–1965   | Francesco Marini-Dettina |
| 1965–1968   | Franco Evangelisti       |
| 1968–1969   | Francesco Ranucci        |

| Präsidenten | Präsidenten         |
| Amtszeit    | Name                |
| ----------- | ------------------- |
| 1969–1971   | Alvaro Marchini     |
| 1971–1979   | Gaetano Anzalone    |
| 1979–1991   | Dino Viola          |
| 1991        | Flora Viola         |
| 1991–1993   | Giuseppe Ciarrapico |
| 1993        | Ciro Di Martino     |
| 1993–2008   | Franco Sensi        |
| 2008–2011   | Rosella Sensi       |
| 2011–2012   | Thomas DiBenedetto  |
| 2012–2020   | James Pallotta      |
| 2020–       | Dan Friedkin        |

### Vereinsstatistiken
- Der höchste Heimsieg: 9:0 gegen Cremonese (1929)
- Die höchsten Auswärtssiege: 6:1 in Alessandrina (1935) und 5:0 in Cremonese (1985)
- Die höchsten Heim-Unentschieden: 4:4 gegen Catania (1964) und Napoli (2007)
- Die höchsten Auswärts-Unentschieden: 4:4 beim AC Mailand (1935) und in Verona gegen Chievo (2006)
- Die höchste Heimniederlage: 1:7 gegen Torino (1947) und Bayern München (2014)
- Die höchste Auswärtsniederlage: 1:7 gegen Juventus (1932), Manchester United (2007) und AC Florenz (2019)
- Die meisten Siege in Folge: 11 (Saison 2005/06)
- Die längste Zeit ungeschlagen: 24 Spiele (Saison 2001/02)
- Die meisten Siege in einer Saison: 26 (Saison 2013/14)
- Die wenigsten Siege in einer Saison: 6 (1975/76)
- Die meisten Punkte in einer Saison: 85 (Saison 2013/14)
- Rekordspieler in der Serie A: Francesco Totti (560 Spiele/Stand: 16. Juli März 2014) vor Giacomo Losi (386)
- Rekordspieler/alle Pflichtspiele: Francesco Totti (631 Spiele/Stand: März 2013) vor Giacomo Losi (451)
- Rekord-Torschütze in der Serie A: Francesco Totti (235 Tore/Stand 16. Juli 2014) vor Roberto Pruzzo (106)
- Stellten mit zehn Siegen in den ersten zehn Spielen einen neuen Startrekord in einer Saison auf (Saison 2013/14)[30]

### Saisonpositionen
- 1928 – 8. Platz der Gruppe B der Italienischen Meisterschaft Sieger Coppa Coni (Vorläufer des Coppa Italia)
- 1929 – 3. Platz der Gruppe der Finalisten der Italienischen Meisterschaft Danach die neue Serie A
- 1930 – 6. der Serie A
- 1931 – 2. der Serie A
- 1932 – 3. der Serie A
- 1933 – 5. der Serie A
- 1934 – 5. der Serie A
- 1935 – 4. der Serie A
- 1936 – 2. der Serie A
- 1937 – 10. der Serie A
- 1938 – 6. der Serie A
- 1939 – 5. der Serie A
- 1940 – 7. der Serie A
- 1941 – 10. der Serie A
- 1942 –  Meister
- 1943 – 9. der Serie A
- 1944 – 2. Platz der Romano Meisterschaft (Lokaler Wettbewerb wegen des Zweiten Weltkrieges)
- 1945 – 1. Platz der Lazio Meisterschaft (Lokaler Wettbewerb wegen des Zweiten Weltkrieges)
- 1946 – 3. Platz der Zentral Süd Meisterschaft – 6. Platz in der Gruppe der Finalisten (Lokaler Wettbewerb wegen des Zweiten Weltkrieges)
- 1947 – 15. der Serie A
- 1948 – 17. der Serie A
- 1949 – 14. der Serie A
- 1950 – 17. der Serie A
- 1951 – 19. der Serie A – Abstieg in die Serie B
- 1952 – 1. der Serie B – Aufstieg in die Serie A
- 1953 – 6. der Serie A
- 1954 – 6. der Serie A
- 1955 – 3. der Serie A
- 1956 – 6. der Serie A
- 1957 – 14. der Serie A
- 1958 – 5. der Serie A
- 1959 – 6. der Serie A
- 1960 – 9. der Serie A
- 1961 – 5. der Serie A – Sieger UEFA-Pokal
- 1962 – 5. der Serie A
- 1963 – 5. der Serie A
- 1964 – 12. der Serie A – Sieger Coppa Italia
- 1965 – 9. der Serie A
- 1966 – 8. der Serie A
- 1967 – 10. der Serie A
- 1968 – 10. der Serie A
- 1969 – 8. der Serie A – Sieger Coppa Italia
- 1970 – 11. der Serie A
- 1971 – 6. der Serie A
- 1972 – 7. der Serie A – Sieger Torneo Anglo-Italiano
- 1973 – 11. der Serie A
- 1974 – 8. der Serie A
- 1975 – 3. der Serie A
- 1976 – 10. der Serie A
- 1977 – 8. der Serie A
- 1978 – 8. der Serie A
- 1979 – 12. der Serie A
- 1980 – 7. der Serie A – Sieger Coppa Italia
- 1981 – 2. der Serie A – Sieger Coppa Italia
- 1982 – 3. der Serie A
- 1983 –  Meister
- 1984 – 2. der Serie A – Sieger Coppa Italia
- 1985 – 7. der Serie A
- 1986 – 2. der Serie A – Sieger Coppa Italia
- 1987 – 7. der Serie A
- 1988 – 3. der Serie A
- 1989 – 8. der Serie A
- 1990 – 6. der Serie A
- 1991 – 9. der Serie A – Sieger Coppa Italia
- 1992 – 5. der Serie A
- 1993 – 10. der Serie A
- 1994 – 7. der Serie A
- 1995 – 5. der Serie A
- 1996 – 5. der Serie A
- 1997 – 12. der Serie A
- 1998 – 4. der Serie A
- 1999 – 5. der Serie A
- 2000 – 6. der Serie A
- 2001 –  Meister
- 2002 – 2. der Serie A – Sieger Supercoppa Italiana
- 2003 – 8. der Serie A
- 2004 – 2. der Serie A
- 2005 – 8. der Serie A
- 2006 – 2. der Serie A – (ursprünglich 5.; Aufgrund des Fußball-Skandals in Italien 2005/06 aber vorgereiht)
- 2007 – 2. der Serie A – Sieger Coppa Italia
- 2008 – 2. der Serie A – Sieger Supercoppa Italiana, Sieger Coppa Italia
- 2009 – 6. der Serie A
- 2010 – 2. der Serie A
- 2011 – 6. der Serie A
- 2012 – 7. der Serie A
- 2013 – 6. der Serie A
- 2014 – 2. der Serie A
- 2015 – 2. der Serie A
- 2016 – 3. der Serie A
- 2017 – 2. der Serie A
- 2018 – 3. der Serie A
- 2019 – 6. der Serie A
- 2020 – 5. der Serie A
- 2021 – 7. der Serie A
- 2022 – 6. der Serie A – Sieger UEFA Europa Conference League
- 2023 – 6. der Serie A – Finalist UEFA Europa League
- 2024 – 6. der Serie A
- 2025 – 5. der Serie A

## Frauenfußball
Die Frauenabteilung der AS Rom besteht seit 2018. Das erste Damenteam ist zweifacher Meister der Serie A, schloss Saison 2024/25 auf dem dritten Tabellenplatz ab und sicherte sich damit die Teilnahme an der Qualifikation der UEFA Women’s Champions League 2025/26.